# Maurice Sarrail
Maurice Sarrail, francoski general, * 6. april 1856, Carcassonne, † 23. marec 1929, Pariz.